# Puig Gros
Puig Gros är en kulle i Spanien.   Den ligger i provinsen Província de Girona och regionen Katalonien, i den östra delen av landet, 600 km öster om huvudstaden Madrid. Toppen på Puig Gros är 310 meter över havet, eller 53 meter över den omgivande terrängen. Bredden vid basen är 0,89 km.
Terrängen runt Puig Gros är varierad. Havet är nära Puig Gros åt sydost. Närmaste större samhälle är Sant Feliu de Guíxols, 3,0 km öster om Puig Gros. 